# Tratado de Londres (1852)
| Partes de la Peninsula de Jutlandia Isla Norte de Jutlandia (Danesa) Jutlandia Norte (Danesa) Schleswig Norte (Danés hasta 1864; Alemán desde 1864 hasta 1920; Danés desde 1920) Schleswig Sur (Danés hasta 1864; Alemán desde 1864) Holstein |

El Protocolo de Londres se firmó el 8 de mayo de 1852, finalizada la Primera Guerra de Schleswig. Este tratado internacional fue la revisión de un protocolo anterior, que había sido ratificado en la misma ciudad el 2 de agosto de 1850, por el Imperio austríaco y Prusia.
Este segundo Protocolo fue reconocido por las cinco principales potencias europeas:Francia, los Imperios austríaco y ruso; Prusia y el Reino Unido, así como por las potencias del Mar Báltico (Reino de Dinamarca y Suecia).
En dicho Protocolo se afirma la integridad del Reino de Dinamarca como una "necesidad europea y un principio permanente". En consecuencia, los Ducados de Schleswig (danés), Holstein y Lauenburg (feudos alemanes) pasan a formar parte del Reino de Dinamarca. Sin embargo, Federico VII de Dinamarca no había tenido descendencia por lo que un cambio en la dinastía era inminente y las líneas de sucesión de los ducados y Dinamarca divergirían. Esto significaba que, contrariamente al Protocolo, el nuevo Rey de Dinamarca no sería el nuevo Duque de Holstein y Lauenburg. Para solucionarlo la línea sucesoria de los ducados fue modificada. En el Protocolo también se afirmó que los ducados debían permanecer como entidades independientes, y que Schleswig no tendría mayor afinidad constitucional con Dinamarca que Holstein.
Las principales potencias querían principalmente garantizar con este Protocolo la integridad territorial de Dinamarca y que el puerto estratégico de Kiel no cayera en manos prusianas. Once años más tarde, este tratado se convirtió en el desencadenante de la guerra germano-danesa de 1864. Prusia y Austria declararon que Dinamarca había violado el Protocolo al introducir la Constitución de noviembre, que Cristian IX de Dinamarca firmó el 18 de noviembre de 1863. Después de un período inicial de administración conjunta austro-prusiana, Kiel finalmente fue entregado a Prusia en 1867.